# Кот Євген
Кот Євген (нар. 20 травня 1988 року, Херсон, Україна) — український хореограф, режисер-постановник, учасник та переможець шоу «Танцюють всі!» і «Танці з зірками», режисер-постановник номерів для шоу «Х-фактор» і «Україна має талант» на телеканалі СТБ. Актор першого плану 3d-шоу «Барон Мюнхгаузен» і «Вартові мрій». Суддя проєкту «Україна має талант» 2021.

## Біографія
Народився 20 травня 1988 року в Херсоні. Мама хотіла віддати Євгена в хореографічну студію, але він відмовився від занять танцями. У 13 років вступив до Ліцею мистецтв. У 2003—2007 рр. навчався у Київському естрадно-цирковому коледжі.
Першою викладачкою Євгена стала Тетяна Денисова.
У 2006 році, з другого курсу навчання, почав співпрацювати з балетом «JB». У 2007 році Євген Кот разом з балетом вирушив у турне Німеччиною. Повернувшись додому, почав співпрацювати з Ані Лорак, Тіною Кароль.
У 2008 році взяв участь у телевізійному шоу «Танцюють всі!». Після цього Кот почав працювати над постановками танцювальних номерів та перформансів.
У 2011 році Євген отримав одну з головних ролей в 3D-шоу «Барон Мюнхгаузен». Після гастролей увійшов у творчу команду проєктів «Х-фактор» і «Україна має талант!» як режисер-постановник.
У 2012 році Євген став переможцем шоу «Танцюють всі — Битва сезонів» разом з партнеркою Маріям Туркменбаєвою.
У 2015 став солістом 3d-шоу формату казки «Вартові мрій», в якому зіграв головну негативну роль Дракона. У 2017 став режисером-постановником другого і третього сезонів шоу «Вартові Мрій».
У 2019 посів перше місце у телешоу «Танці з зірками-6» разом з партнеркою Ксенією Мішиною.
У 2019 році зіграв роль коуча у комедійному серіалі «Великі Вуйки».
Навесні 2021 став головним постановником проєкту "Голос країни» на 1+1, а восени 2021 — суддею нового сезону шоу «Україна має талант».
Євген бере участь у ролі запрошеного гостя у проєктах «Lip Sync Battle», «MasterChef Celebrity», «Діти проти зірок», «Хто зверху?». З 2021 є викладачем в Національному університеті культури і мистецтв.

## Сім'я
Одружений з Наталією Татарінцевою з 18 січня 2019 року. Пара познайомилася на одному з сезонів шоу «Україна має талант», в якому Наталя брала участь, а Євген був режисером-постановником номерів. 10 липня 2024 року народилася донька Лелея.

## Цікаві факти
- Головним хобі Євгена Кота є риболовля.[джерело?]
- Любить мотоцикли, має власний Harley-Davidson.[джерело?]